# Gaspar de Torres (obispo)
Gaspar de Torres, O. de M. (Torres, Jaén, España, 1510 - Sevilla, España, 5 de enero de 1584) fue un religioso católico mercedario, que fue prelado que ocupó el cargo de obispo titular de Medaurus y obispo auxiliar de Sevilla.

## Biografía

### Primeros años y formación
Antes de 1525 ingresó en el convento de la orden de la Merced de Cazorla. Su hermano fray Baltasar de Torres, comendador de Toro y de Málaga, también ingresó en el mismo convento. En este convento realizó su noviciado y su profesión de fe. Estudió en Salamanca, donde tuvo como maestro a fray Domingo de San Juan del Pie del Puerto. El 17 de junio de 1541 logró la cátedra de filosofía, siendo ya presbítero. Con este título, sucedió a Fernando Tricio como maestro, para posteriormente obtener la cátedra vitalicia. El 3 de marzo de 1546 se licenció en teología. En 1550 formó parte de la comisión ejecutiva de la universidad como diputado. En 1548 obtuvo la cátedra de física y la cátedra en propiedad el 17 de junio de 1549. El 17 de agosto de 1549 se graduó en artes.
Fue comendador del colegio de la Vera Cruz de Salamanca, incorporando este a la universidad el 8 de diciembre de 1549. En 1559 fue elegido provincial de la orden. En 1561 creó las provincias mercedarias de Lima, Cuzco, Chile y Guatemala, siendo las primeras autónomas en América. Reformó la provincia de Castilla y redactó la nueva constitución. Fundó el primer convento en Madrid, que fue casa provincial y general de la orden.

### Obispo auxiliar
Iba a acompañar al obispo de Salamanca, Pedro González de Mendoza, al Concilio de Trento, pero sus ocupaciones se lo impidieron. Por su parte, fue en peregrinación a Santiago de Compostela, donde el arzobispo Gaspar de Zúñiga y Avellaneda quiso hacerlo obispo auxiliar. Finalmente, Gaspar de Zúñiga fue nombrado arzobispo de Sevilla y cardenal, y Gaspar de Torres fue nombrado obispo titular de Medaurus y auxiliar de Sevilla por el papa Pío V el 9 de junio de 1570. Realmente, gobernó la archidiócesis, puesto que Gaspar de Zúñiga nunca residió en Sevilla. A este, le sucedió Cristóbal Rojas Sandoval, continuando Gaspar de Torres como obispo auxiliar. Residió en el convento de la Asunción, donde coincidió con Santa Teresa de Jesús y donde fue enterrado al día siguiente de su muerte el 5 de enero de 1584.
Antes había tenido la oportunidad de tratar a s, que se alojada en la Asunción de Sevilla, y dijo de las mercedarias “que siempre serían venerables religiosas”.
Existe la lápida en el nuevo convento, en la que aparece el nombre de obispo mercedario padre Gaspar de Torres, cuyos restos conservan con veneración.

## Obras
Algunas de sus obras son:
- Estatutos para el buen gobierno de la Universidad de Salamanca, Salamanca, 1561
- Estatutos hechos por la muy Insigne Universidad de Salamanca, 1561
- Normaliza et Constitutiones sacri ordinis beatae Mariae de mercede redemptionis captivorum, Salmanticae, excudebat Mathias Gastius, 1565
- Initium Ordinis Beatae Mariae de Mercede, Salmanticae, 1565; De mysteriis et cultu Santae Crucis, Salmanticae, tipys datum anno, 1565
- Comentario en lengua vulgar [a] las Constituciones y ordinario de la religión, instruyendo al religioso, lo primero hasta ser ordenado, lo segundo en otros oficios de la religión, para que entendiendo los avisos y reglas que daremos más perfectamente se guarden las Constituciones haziendo cada religioso su oficio como es obligado, Salamanca, 1565
- Oraciones fúnebres: por el Maestro Latorre y por el Maestro Olivares, s. l, s. f.
- Relecciones o repeticiones, (1549-1568) (ms. en el Archivo de la Universidad de Salamanca)
- Sobre el derecho del rey D. Felipe II al reino de Portugal, s. l, s. f.
- Epitome de las gracias, concesiones e indultos que los Sumos Ponmtifices han concedido a la Orden de la Merced, s. l, s. f.
- De impedimentis Matrimonii (ms. desapar.).